# Verzet (geologie)

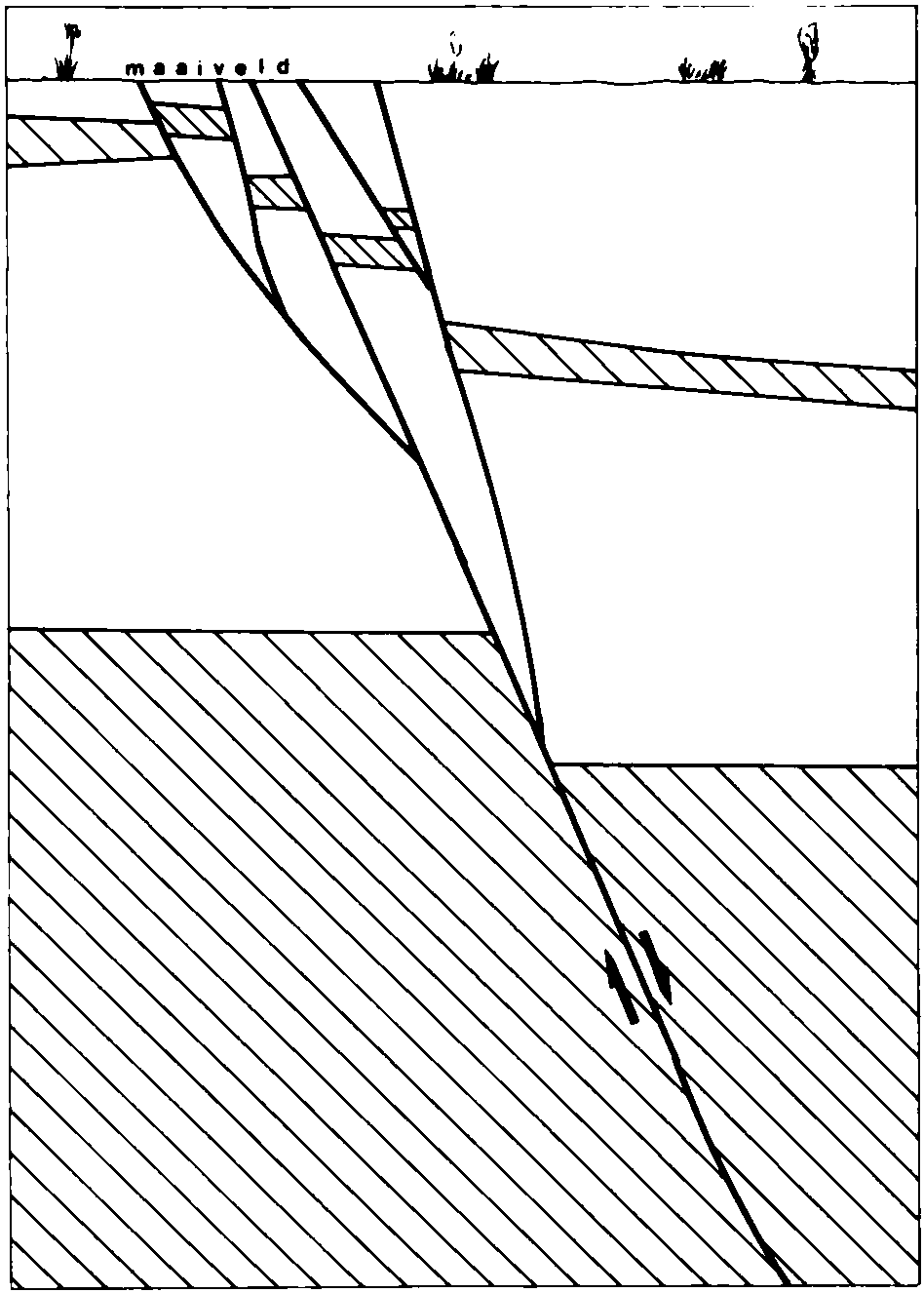
Schematische dwarsdoorsnede van een breuk met verticaal verzet, waarbij de gearceerde delen kleilagen zijn. Oorspronkelijk zijn de kleilagen op gelijke hoogte afgezet, maar door het verzet zijn ze ten opzichte van elkaar verschoven

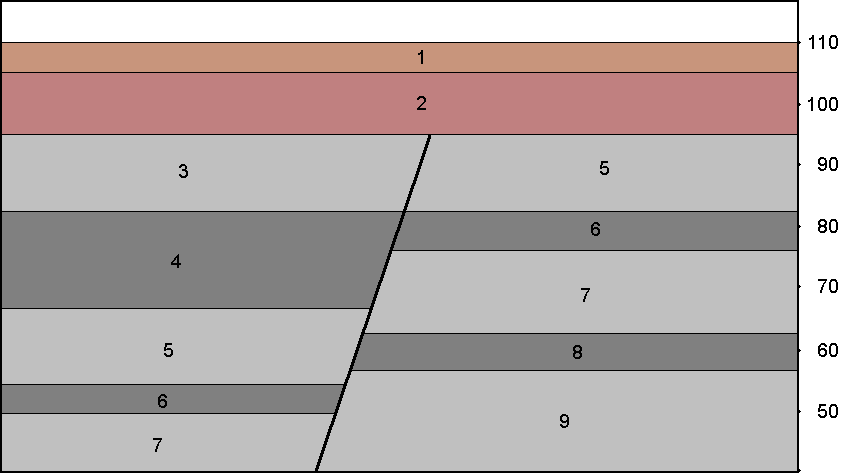
De Geullebreuk in de bodem van het Bunderbos met verschillende laagpakketten die ten opzichte van elkaar verschoven zijn:
1. löss (Laagpakket van Schimmert)
2. Maasgrind (Formatie van Beegden)
3. Laagpakket van Kakert
4. Laagpakket van Boom
5. Laagpakket van Waterval
6. Laagpakket van Kleine-Spouwen
7. Laagpakket van Berg
8. Laagpakket van Goudsberg
9. Laagpakket van Klimmen

Verzet is in de geologie het verschijnsel dat kan optreden bij breuken. Aan weerszijden van breuken schuift de bodem een tegengestelde richting op, iets wat zowel in horizontale richting als verticale richting kan plaatsvinden.

## Horizontaal verzet
Als aardplaten ten opzichte van elkaar verschuiven ontstaat er horizontaal verzet: een aardplaat die de ene kant op schuift, terwijl de aangrenzende aardplaat de andere kant op schuift. Tussen de beide aardplaten ontstaat dan horizontaal verzet.

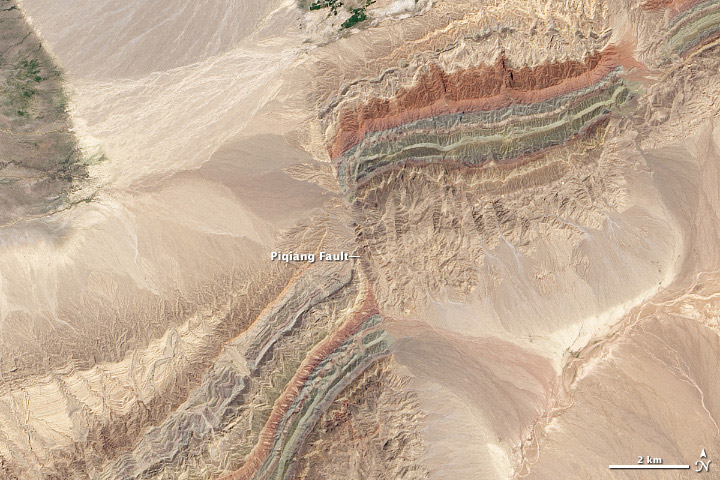
Satellietfoto van gesteentelagen in de Tiensjan (Sinkiang, China) met een groot verzet langs een horizontaalverschuiving
Een breuk in een akker met horizontaal verzet

## Verticaal verzet
Als gevolg van verschuivingen van de bodem kan aan de ene kant van een breuk de bodem verzakken, terwijl die andere zijde van de breuk de bodem op de oude hoogte blijft of juist stijgt. Hierdoor ontstaat er tussen de beide zijden een hoogteverschil, het verzet. De mate waarin dit plaatsvindt verschilt van breuk tot breuk en kan duizenden jaren lang doorgaan. Enkele voorbeelden:
- De Geullebreuk heeft verzet waardoor er ter hoogte van het Bunderbos een hoogteverschil zit van ongeveer 15 tot 25 meter tussen de Tertiaire afzettingen ten noorden en ten zuiden van de breuk, terwijl de later afgezette löss- en het Maasgrindafzettingen wel op gelijke hoogte liggen. De afzettingen onder de löss en het Maasgrind liggen ten zuiden van de breuk hoger, waarbij aan de zuidzijde het Laagpakket van Waterval direct onder het Maasgrind ligt, ligt er aan de noordzijde eerst nog een zand- en kleilaag tussen met een dikte van samen ongeveer 30 meter.[2]
- De Klauwpijp heeft verzet waardoor er een hoogteverschil zit tussen de kalksteen ten noorden en zuiden van de breuk. De kalksteen ten zuiden van de breuk ligt hoger dan aan de noordzijde met een hoogteverschil tussen de 16 tot 32 meter. Door het verzet sluiten de Kalksteen van Meerssen en Kalksteen van Emael aan op elkaar, terwijl dat elders niet het geval is.[3][4]

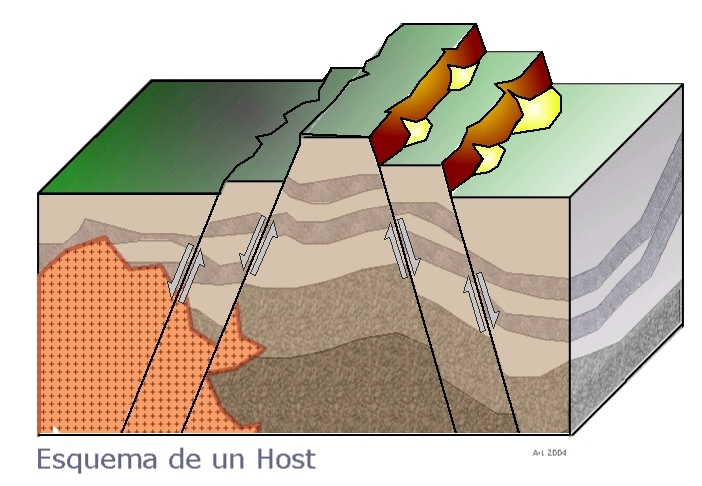
Een horst met breuken met verzet en afzakkingen
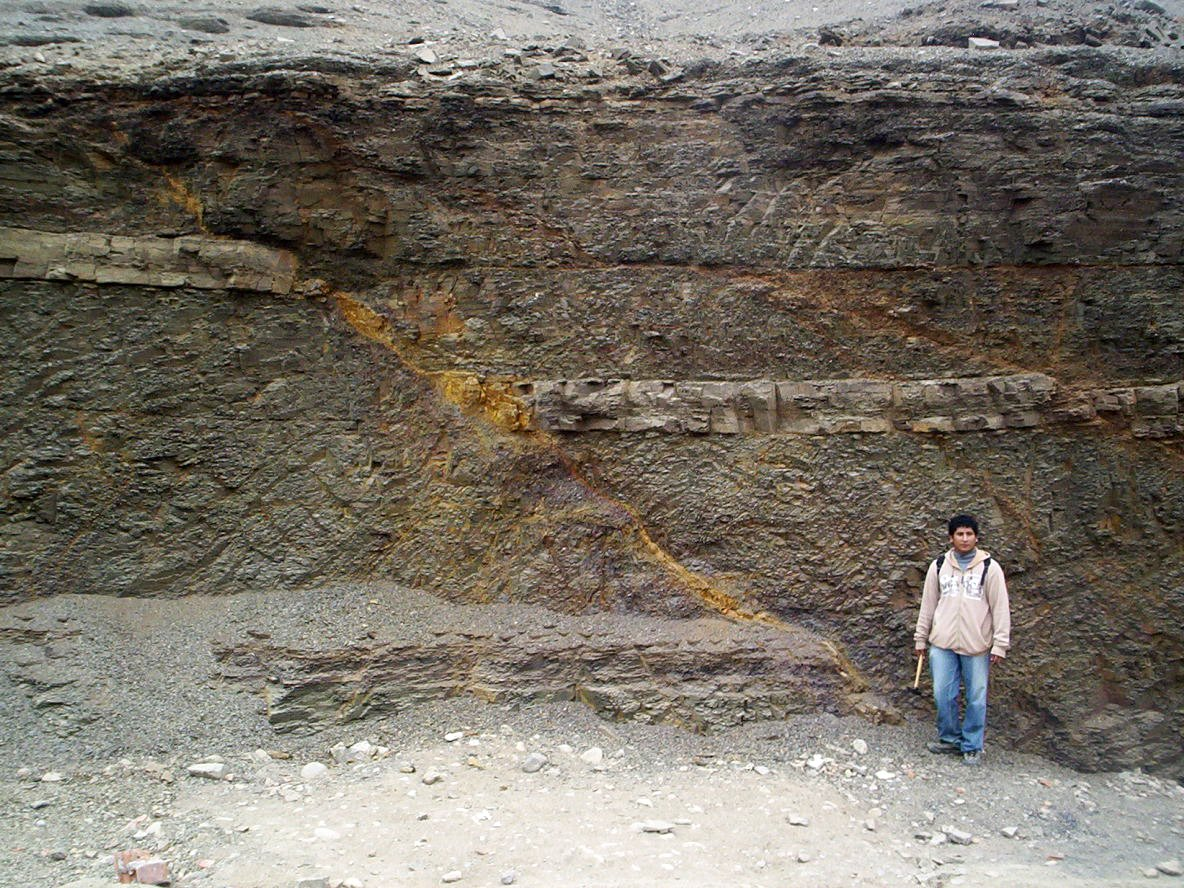
Een breuk in Peru met verticaal verzet
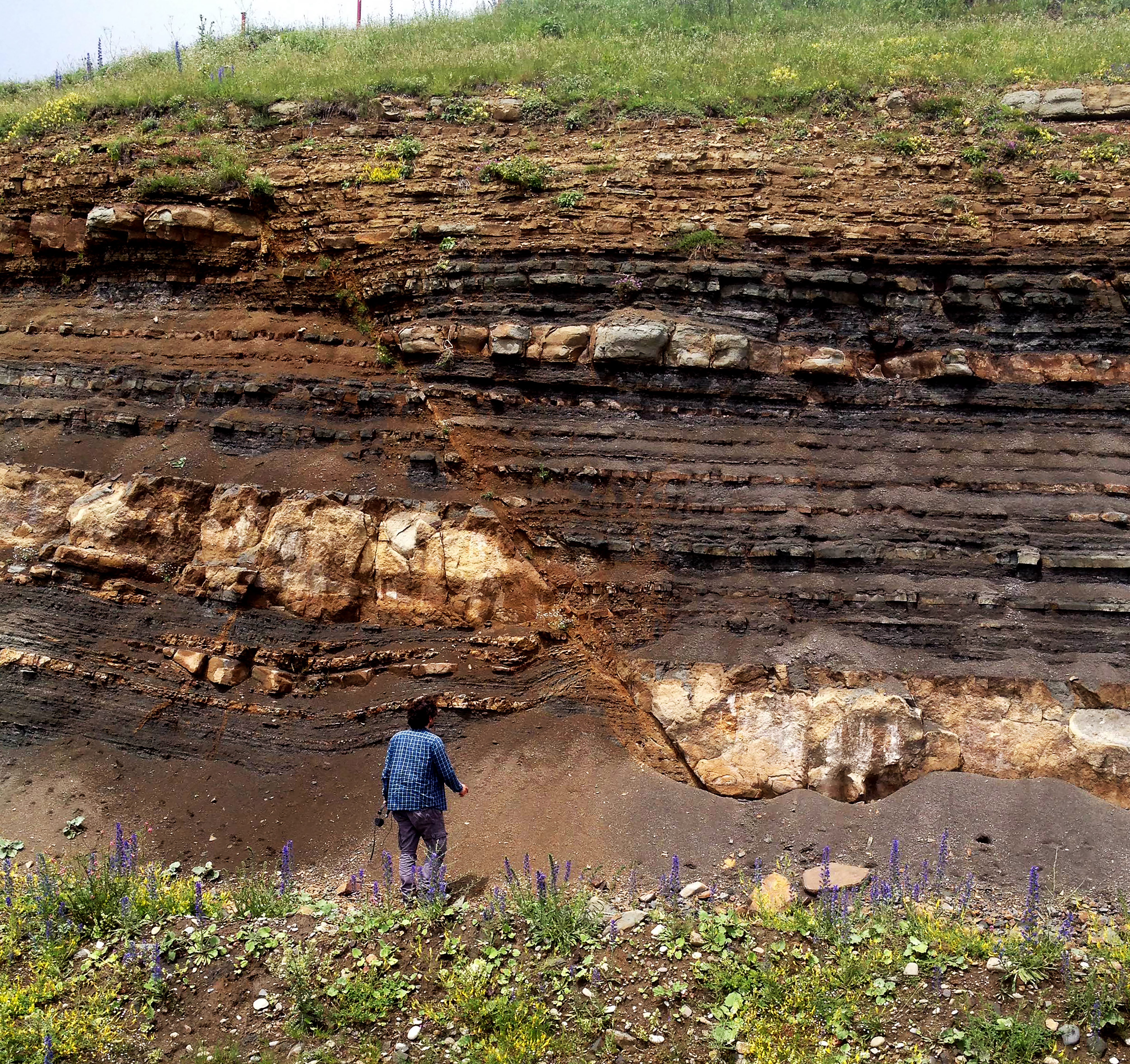
Een breuk met verzet in Georgië
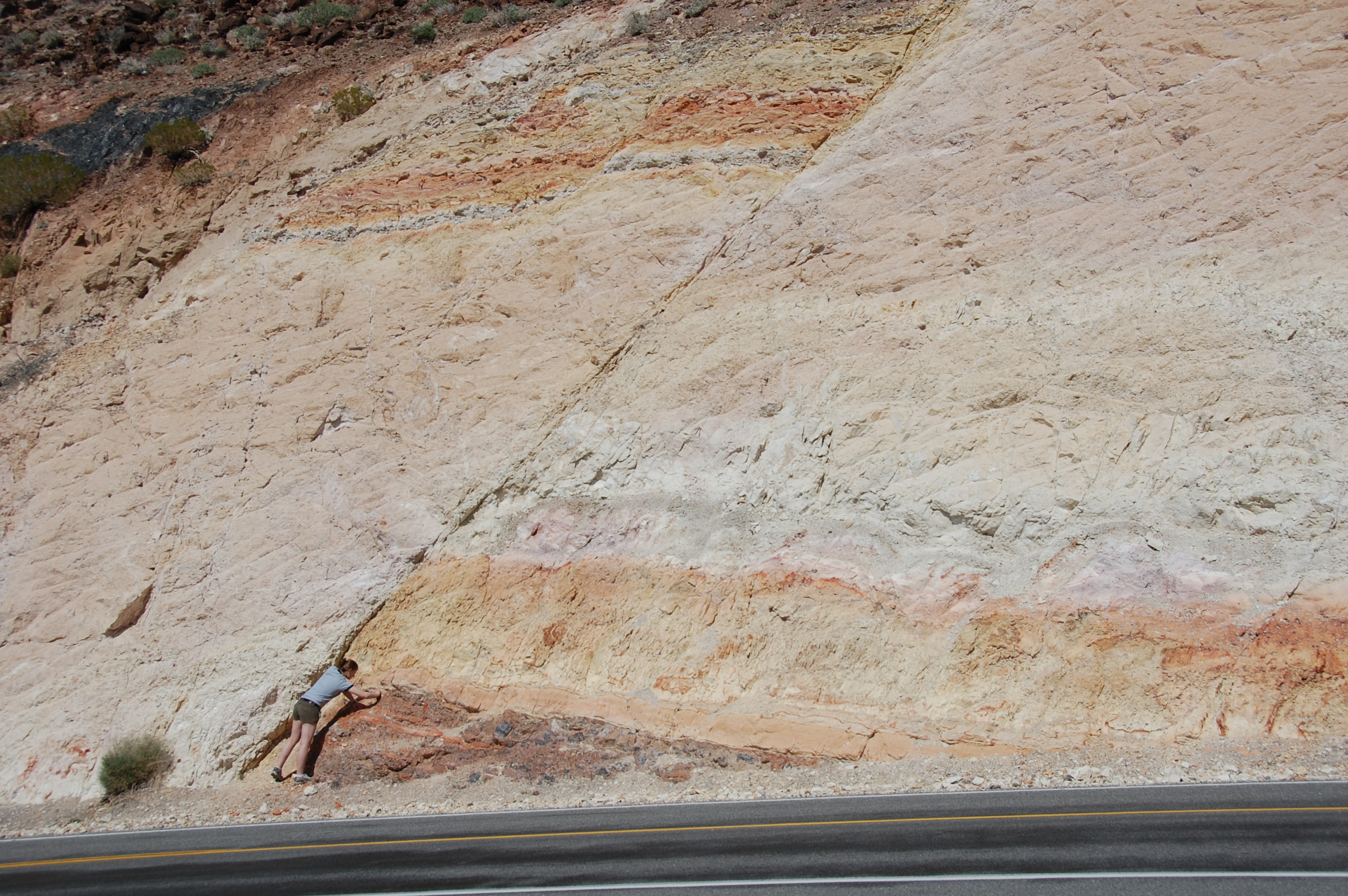
Een breuk met verzet in Californië
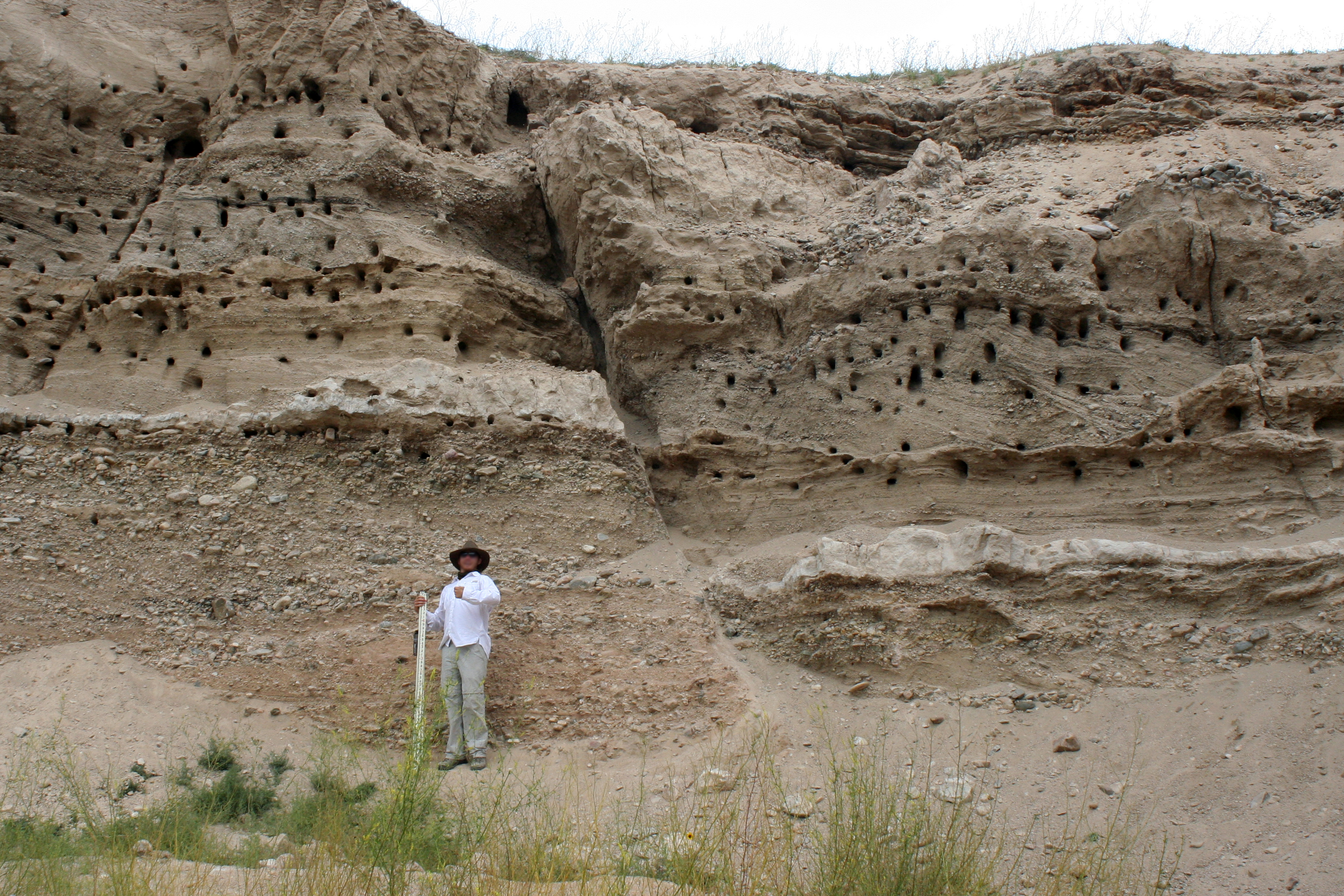
Een breuk met verzet in Montana